# Vagrant (software)
- Portal:Software libre. Contenido relacionado con Software libre.

Vagrant es una herramienta para la creación y configuración de entornos de desarrollo virtualizados. Originalmente se desarrolló para VirtualBox y sistemas de configuración tales como Chef, Salt y Puppet. Sin embargo desde la versión 1.1 Vagrant es capaz de trabajar con múltiples proveedores, como VMware, Amazon EC2, LXC, DigitalOcean, etc. Aunque Vagrant se ha desarrollado en Ruby se puede usar en multitud de proyectos escritos en otros lenguajes, tales como PHP, Python, Java, C# y JavaScript.